# Jacques Bens
Jacques Bens (* 25. März 1931 in Cadolive; † 26. Juli 2001 in Bédoin) war ein französischer Schriftsteller.

## Leben
Jacques Bens, Sohn eines Volksschullehrerehepaars, wuchs in Marseille auf. Das Studium der Zoologie musste er 1951 aus gesundheitlichen Gründen abbrechen. In Paris gehörte er zum Collège de ’Pataphysique, schloss sich Raymond Queneau an und arbeitete für dessen Encyclopédie de la Pléiade. Er war 1960 Mitgründer von Oulipo, von 1972 bis 1975 Pressebeauftragter des Nationaltheaters Nizza und von 1980 bis 1991 Generalsekretär der Société des gens de lettres (SGDL). Über einen längeren Zeitraum betreute er die Rubrik "Kreuzworträtsel" des Magazins L’Express sowie der Zeitschrift Lire.
In 40 Jahren schrieb er 4 Gedichtbände und 16 Bände Prosa.
Jacques Bens war der Schwiegersohn von Célestin Freinet.

## Werke (Auswahl)

### Dichtung
- Chanson vécue. Gallimard, Paris 1958. (Dichtung)
- 41 sonnets irrationnels. Gallimard, Paris 1965.
- Le retour au pays. Fragments. Poème. Gallimard, Paris 1968.
- De l'Oulipo et de la Chandelle verte. Poésies complètes. Hrsg. François Caradec. Gallimard, Paris 2004. (Vorwort von Jacques Roubaud)

### Erzählende Prosa
- Valentin. Roman. Gallimard, Paris 1958.
- La Plume et l'ange. Roman. Gallimard, Paris 1959.
- Sept jours de liberté. Nouvelles. Gallimard, Paris 1961.
- La trinité. Roman. Gallimard, Paris 1965.
- Adieu Sidonie. Roman. Gallimard, Paris 1969.
- Rouge grenade. Roman. B. Grasset, Paris 1976.
- La semence d'Horus. Contes de l'Égypte des pharaons. Garnier frères, Paris 1979.
- Nouvelles des enchanteurs. Ramsay, Paris 1988.
- La Cinquantaine à Saint-Quentin. Confession enrichie d'un éloge des dames et des motocyclettes. Seghers, Paris 1989.
- Nouvelles désenchantées. Seghers, Paris 1989. (Prix Goncourt/Kurzgeschichte 1990)
- Les dames d'onze heures. Julliard, Paris 1994.
- Le pain perdu. Julliard, Paris 1995.
- La belle étoile. Atelier du Gué, Villelongue-d'Aude 1997.
- Lente sortie de l'ombre. Roman. Stock, Paris 1998.
- Gaspard le bandit. Roman. J. Losfeld, Paris 2005.

### Biographie
- Queneau. Gallimard, Paris 1962.
- Boris Vian. Bordas, Paris 1976. Boris Vian
- Gaspard de Besse. Ramsay, Paris 1986. (Prix Goncourt du récit historique 1987) Gaspard de Besse
- Pagnol. Seuil, Paris 1994. (Marcel Pagnol)

### Weitere Werke
- Guide des jeux d'esprit. A. Michel, Paris 1967.
- La cuisine en jeux. Zulma, Cadeilhan 1998.
- Mots croisés. Zulma, Cadeilhan 1999.
- Mots croisés de "Lire". Zulma, Cadeilhan 2001.
- Genèse de l'Oulipo, 1960–1963. Hrsg. Jacques Duchâteau. Le Castor astral, Bordeaux 2005.
- Jeux d’esprit. Horay, Paris 2007.
- (mit Georges Perec) 50 choses qu'il ne faut tout de même pas oublier de faire avant de mourir. Oeil ébloui, Nantes 2024.

### Herausgebertätigkeit
- (Hrsg.) Raymond Queneau en verve. P. Horay, Paris 1970, 2002.
- (Hrsg.) Jules Renard en verve. P. Horay, Paris 1971, 2004, 2017.
- (Hrsg.) Antoine Blondin: Œuvres. R. Laffont, Paris 1991. (Bouquins)